# 情熱 (KinKi Kidsの曲)
『情熱』（じょうねつ）は、KinKi Kidsの12枚目のシングル。2001年5月23日発売。発売元はジャニーズ・エンタテイメント。

## 解説
本作は初回版はスリーブ仕様にて発売され、ジャケット写真は、初回版・通常版同一である。
表題曲「情熱」が主題歌になったドラマ『ルーキー!』の最終話では、本作のCDの万引きの容疑者役として堂本剛がカメオ出演し、堂本光一が演じる『ルーキー!』の主人公・愛田誠と一瞬顔を見合わせる場面がある。
KinKi Kidsのシングル表題曲で、漢字のみなのは、本作が初めてである。

## チャート成績
オリコン週間ランキングで、初週37.5万枚を売り上げ、初登場1位を獲得した。CD累計売上は59.5万枚（オリコン調べ）を記録した。

## 収録曲
1. 情熱
（作詞：Satomi / 作曲：Boris Durdevic / 編曲：松本良喜）
堂本光一主演の関西テレビ・フジテレビ系ドラマ『ルーキー!』主題歌。
アルバム『E album』にはオリジナル・バージョンの他、アコースティック・バージョンにアレンジされたものが収録されている。
自身の2007年のベスト・アルバム『39』発売時のファン投票で26位にランクインした。
出版者：CRNO BIJELI SVIJET&メディアプルポ（サブ出版者：ブライト・ノート・ミュージック&メディアプルポ）
2. 君のためのうた
（作詞・作曲：周水 (canna) / 編曲：南利一）
作詞作曲を担当している周水もcannaとして彼らの2ndアルバム『新世界』でセルフカヴァーしている。
出版者：ブライト・ノート・ミュージック
3. 情熱 (Instrumental)
4. 君のためのうた (Instrumental)

## 参加ミュージシャン
※クレジットは『KinKi Single Selection II』より
情熱
- Arrange, Programming & Keyboards：松本良喜
- Guiter：増崎孝司
- Keyboards Operator：後藤政明
- Chorus：堂本光一、佐々木久美、高尾直樹

## 収録アルバム
- 情熱
  - E album
  - KinKi Single Selection II
  - The BEST
- 君のためのうた
  - 39

## 映像作品
- 情熱
  - 風雲再起近畿小子2001台北演唱會 〜KinKi Kids Returns! 2001 Concert Tour in Taipei〜
  - KinKi KISS2 Single Selection
  - KinKi Kids Dome Tour 2004-2005 -Font De Anniversary.-
  - KinKi you DVD
  - K album（初回限定盤）
  - KinKi Kids Concert -Thank you for 15years- 2012-2013
  - KinKi Kids Concert 「Memories & Moments」
  - 2015-2016 Concert KinKi Kids
  - We are KinKi Kids Dome Concert 2016-2017 TSUYOSHI & YOU & KOICHI
  - P album（初回盤B）